# Église Notre-Dame du Rosaire des Noirs (Sabará)
L'église de Notre-Dame du Rosaire des Noirs (pt-BR) Igreja de Nossa Senhora do Rosário dos Pretos, à Sabará au Brésil est une église catholique dont la construction a commencé au XVIIIe siècle et s'est interrompue à la fin du XIXe siècle. L'ouvrage est classé par l'Institut national du patrimoine historique et artistique (IPHAN) et se caractérise principalement par la présence d'une chapelle intérieure, plus petite et en pisé, insérée dans le corps d'un édifice en pierre plus vaste et inachevé.

## Histoire
La confrérie de Nossa Senhora do Rosário dos Pretos a été fondée à Sabará en 1713, quelques années après l'établissement du village . Cette année-là, une petite chapelle en pisé fut construite, censée être provisoire. En 1757, la confrérie reçoit un terrain attenant à la chapelle pour y construire une grande église, travaux qui débutent en 1767. La chapelle a été gardée pendant les travaux d'église commencés autour d'elle, avec le projet qu'une fois l'église construite, la chapelle intérieure serait mise au rebut.
Les travaux ont été lancés et interrompus à plusieurs reprises, généralement en raison d'un manque de ressources. Les travaux reprennent en 1798, 1805, 1819 et, pour la dernière fois, en 1856. De cette période jusqu'en 1878, des efforts furent faits pour achever les travaux; cependant, avec les événements qui ont abouti à la publication de la Lei Áurea, la loi qu'a donné la liberté aux esclaves, le public noir a commencé à se disperser sur le territoire et la fréquentation de l'église et, par conséquent, les ressources pour sa finalisation, sont devenues rares.

## Architecture

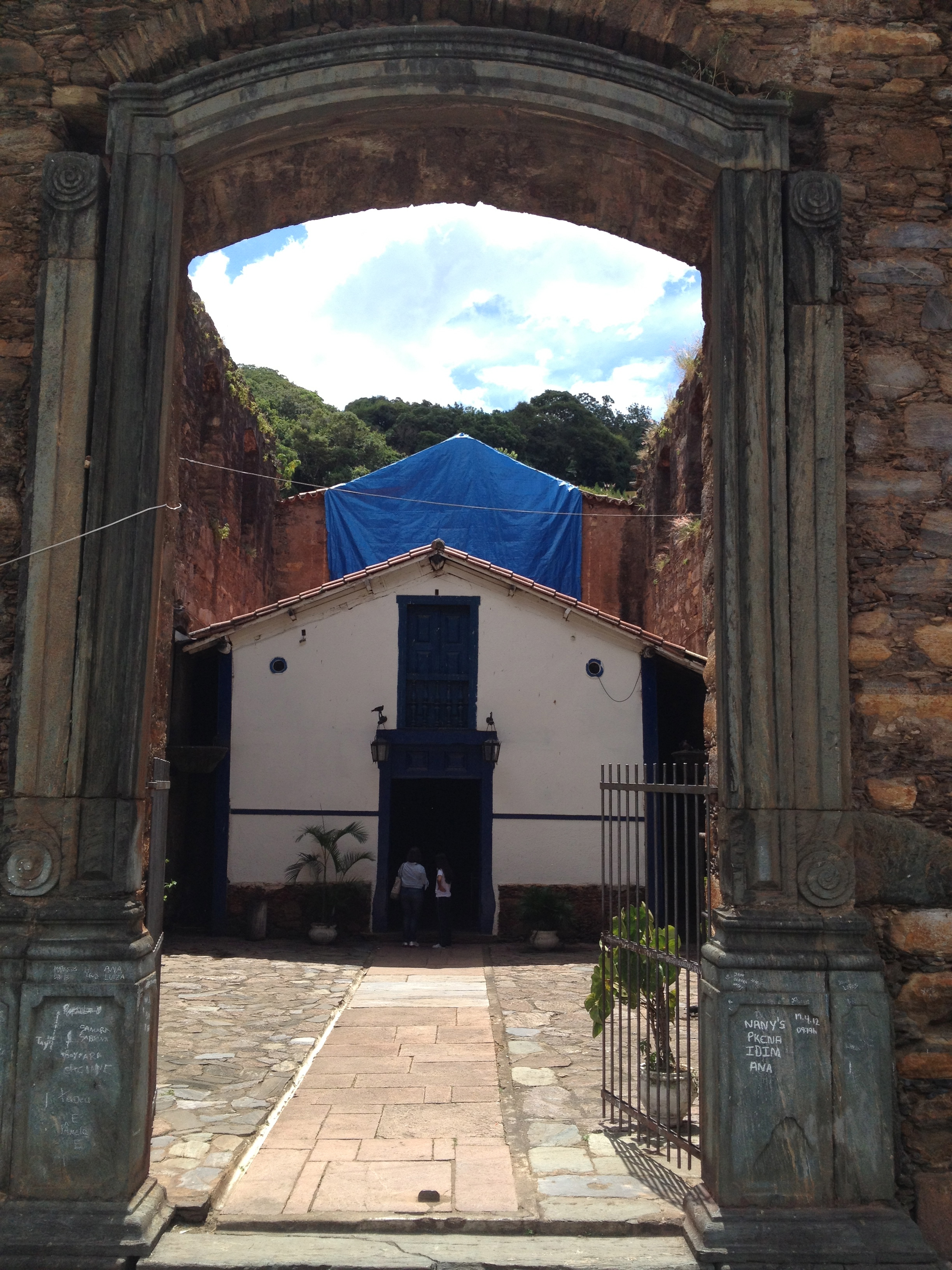
La chapelle de taipa conservée à l'intérieur de ce qui serait l'église principale, construite en pierre.

Comme les travaux sur l'église principale ont été interrompus avant la fin de la maçonnerie, le bâtiment offre une occasion exceptionnelle d'en apprendre davantage sur la technologie de construction utilisée dans les bâtiments de cette échelle à cette époque et à cet endroit. C'est un exemple qui illustre le passage de l'utilisation de l'argile et du bois, utilisé dans d'autres édifices religieux plus anciens à Minas Gerais, à l'utilisation de la pierre enduite à la chaux. Un tel changement découle de l'enrichissement de la capitainerie et de l'arrivée conséquente d'artisans du Portugal et des villes brésiliennes côtières qui ont dialogué plus étroitement avec la métropole.